# 호야 (프로게이머)
호야(본명: 윤용호, 2000년 8월 25일 ~ )는 대한민국의 리그 오브 레전드 프로게이머로 아이디는 Hoya이며 포지션은 탑 라이너이다. 현재 썬더 토크 게이밍 소속이다.

## 선수 생활
2020 스프링 시즌을 앞두고 그리핀의 1군 멤버로 합류하면서 프로 커리어를 시작했다. 스프링 시즌에서는 소드와 운타라의 서브 멤버로 활동했으며 8경기에 출전했다. 팀이 챌린저스로 강등딘 서머 시즌에서는 팀의 주전 탑 라이너로 자리를 잡았다. 시즌 종료 이후 챌린저스 서드팀에 선정되었다.
2021시즌을 앞두고 프레딧 브리온에 입단했다. 스프링 시즌 브리온에서 주전 탑 라이너로 활동했다. 서머 시즌에서는 스프링시즌보다 더 좋은 모습을 보여주었다. 2021시즌 종료 후 팀에서 퇴단했다.
2022시즌을 앞두고 DWG KIA에 입단했다. 2022 스프링시즌 종료 후 팀에서 퇴단했다.
2022 서머시즌을 앞두고 썬더 토크 게이밍에 입단했다.

## 소속팀
| # | 팀명             | 소속 기간             | 소속 리그 | 비고 |
| - | ---------------- | --------------------- | --------- | ---- |
| 1 | 그리핀           | 2020.02.27~2020.11.20 | LCK CK    |      |
| 2 | 프레딧 브리온    | 2020.11.25~2021.11.15 | LCK       |      |
| 3 | DWG KIA          | 2021.12.13~2022.06.01 | LCK       |      |
| 4 | 썬더 토크 게이밍 | 2022.06.01~           | LPL       |      |